# الشرطة في مصر القديمة

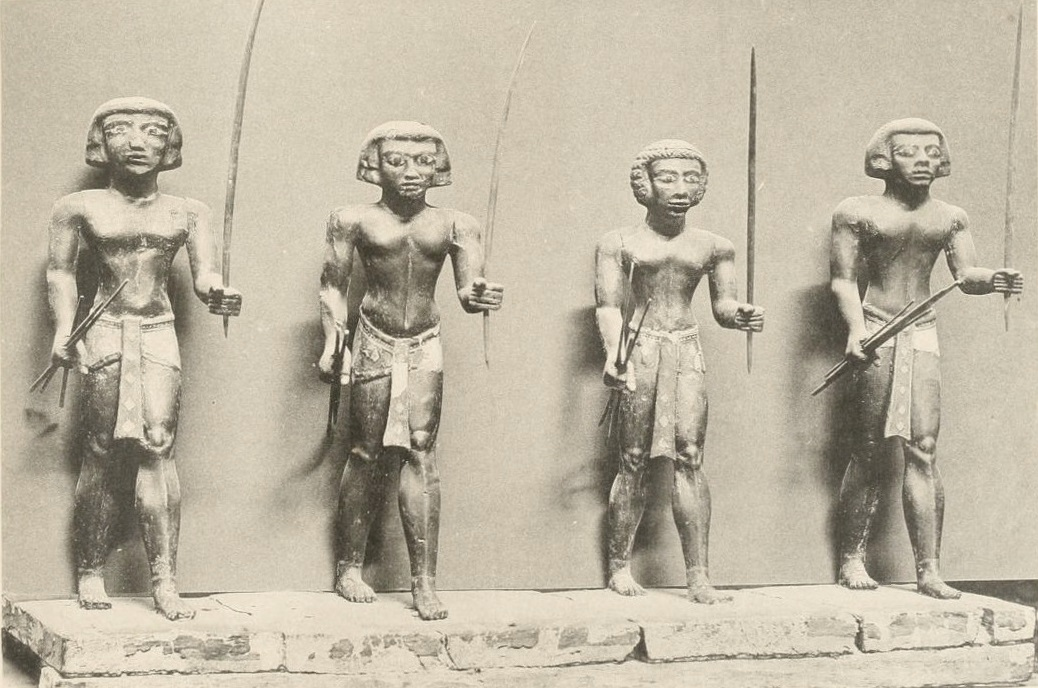
نماذج من قوات الشرطة في مصر القديمة

كانت الشرطة في مصر القديمة أول شرطة في العالم. حيث كان قدماء المصريين هم أول من أدخل هذا النظام لحماية الناس وممتلكاتهم. استخدم قدماء المصريين نهر النيل للتنقل من مكان إلى آخر، لذلك أنشأوا إدارة شرطة المياه لحراسة وتأمين السفن والقوارب من اللصوص؛ كان هذا هو العامل الرئيسي في إرساء الأمن والاستقرار في مصر القديمة.
تهدف الشرطة المصرية القديمة إلى تأمين الصحراء وطرقها وقتل جميع اللصوص وقطاع الطرق؛ هؤلاء اللصوص كانوا يهاجمون الحملات التي تم إرسالها إلى المناجم. من بين واجبات الشرطة في مصر القديمة أيضًا المساعدة في تحصيل الضرائب والإشراف على الإجراءات وقياس الوزن في السوق وحماية المقابر من السرقة.
في أي مجتمع، يدرك أفراد المجتمع أنهم مطالبون بكبح بعض الدوافع من أجل المشاركة في المجتمع. كان لكل حضارة شكل من أشكال القانون الذي يوضح أن فوائد التعايش السلمي مع العشيرة أو المدينة أو القرية أو القبيلة تفوق إشباع الرغبات الأنانية، وإذا تصرف المرء بناءً على هذه الرغبات على حساب الآخرين، فستكون هناك عواقب. في مصر القديمة، كان الشكل الأساسي للقانون الذي عدل السلوك هو القيمة المركزية للثقافة بأكملها: ماعت، (الانسجام والتوازن). ماعت التي تجسدت كإلهة، ظهرت إلى الوجود عند خلق العالم وكان المبدأ الذي سمح لكل شيء أن يعمل كما كان يفعل وفقًا للنظام الإلهي.
اعتقد قدماء المصريين أنه إذا تمسك المرء بهذا المبدأ، فإنه سيعيش حياة متناغمة، علاوة على ذلك، سيضمن الانتقال إلى الجنة في الحياة التالية. بعد الموت، كان قلب المرء يوازن في الميزان مقابل ريشة ماعت البيضاء، وإذا وجد أثقل من خلال السلوك الأناني، فقد حُرمت روح المرء من الجنة وستختفي من الوجود. إن التمسك بماعت يعني ببساطة عيش حياة متوازنة مع احترام الذات، والأسرة، والمجتمع المباشر، والصالح العام للمجتمع. كما اشتملت على احترام العالم الطبيعي والحيوانات التي تسكنه وتوقير العالم غير المرئي للأرواح والآلهة.
ومع ذلك، كان هناك العديد من الحالات التي يرتقي فيها الفرد بمصلحته الشخصية فوق مصالح الآخرين، ولذلك كان على المصريين تقديم قوانين أكثر تحديدًا من مجرد اقتراح أنه ينبغي للمرء أن يتصرف بنفسه. مع الاعتدال ومراعاة الآخرين. لم تكن هذه القوانين أكثر من مجرد اقتراحات أخرى، ولكن، إذا لم يكن لدى السلطات طريقة لفرضها، وبالتالي تم إنشاء مهنة الشرطي.

## تطور الشرطة
خلال المملكة المصرية القديمة (2686-2181 قبل الميلاد) لم تكن هناك قوة شرطة رسمية. كان لدى ملوك تلك الفترة حراس شخصيون لحمايتهم واستأجروا آخرين لمراقبة مقابرهم وآثارهم. اتبع النبلاء هذا النموذج واستأجروا مصريين جديرين بالثقة من خلفيات محترمة لحماية ممتلكاتهم الثمينة أو أنفسهم.

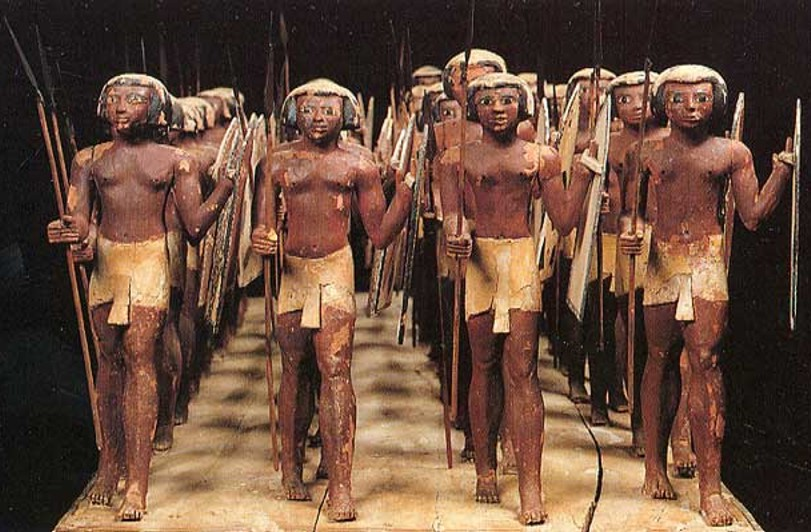
تماثيل محاربي المدجاي

بحلول عصر الأسرة الخامسة، قرب نهاية المملكة القديمة، بدأ هذا النموذج يتغير مع اختيار الملوك والنبلاء حراسهم من بين العسكريين والعسكريين السابقين وكذلك من الدول الأجنبية، مثل محاربي المدجاي النوبيين. مسلحة بأفراد من الخشب، تم تكليف هذه الشرطة المبكرة بحراسة الأماكن العامة (الأسواق والمعابد والحدائق) وغالبًا ما استخدمت الكلاب والقرود المدربة للقبض على المجرمين.
نقش من مقبرة خنوم حتب ونيانخنوم من الأسرة الخامسة يصور ضابط شرطة وهو يلقي القبض على لص في السوق مع أحد هؤلاء القرود. يقيد القرد اللص من ساقه مع اقتراب الضابط للقبض عليه. تم استخدام الكلاب في المقام الأول بنفس الطريقة، للتخوف، ولكن أيضًا خدمت بصفتها المألوفة كأوصياء. السلالات التي غالبًا ما يتم تصويرها على أنها كلاب بوليسية من هذه الفترة هي باسنجي وإيبيزان.
انهارت المملكة القديمة ودخلت في عصر الفترة الانتقالية الأولى لمصر (2181-2055 قبل الميلاد) حيث كانت الحكومة المركزية ضعيفة وكان الفرديون (حكام المقاطعات) يتمتعون بسلطة عليا إلى حد ما على مناطقهم. السجلات من الفترة الانتقالية الأولى متناثرة لأنه لم تكن هناك بيروقراطية حكومية مركزية قوية للاحتفاظ بها وفهرستها ولكن يبدو أن النموذج الأساسي نفسه قد طبق: استأجرت الطبقة العليا حراسًا خاصين لحماية منازلهم وممتلكاتهم، وتم اختيار هؤلاء الحراس من طبقة من المجتمع، نوبية غالبًا، تتمتع ببعض الخبرة العسكرية.
تم توظيف البدو في كثير من الأحيان لحراسة الحدود والمساعدة في حماية القوافل التجارية بينما خدم الحراس المصريون في المزيد من المجالات المحلية. لم يكن هناك جيش دائم في مصر في ذلك الوقت، ولذلك تم نشر هؤلاء الرجال أيضًا كحراس عند الحصون على طول الحدود، وحراسة المقابر الملكية، وعملوا كحراس شخصيين وحماة للتجار في رحلات استكشافية إلى أراضي أخرى.
شهدت المملكة المصرية الوسطى (2055-1650 قبل الميلاد) إنشاء أول جيش دائم تحت حكم أمنمحات الأول (1991-1962 قبل الميلاد) من الأسرة الثانية عشر. كان هؤلاء الجنود محاربين محترفين مدربين تدريباً عالياً والذين تم نشرهم الآن في الحاميات على طول الحدود وتم إرسالهم أحيانًا مع الحملات التجارية الملكية. تم استبدال الترتيب غير الرسمي إلى حد ما لتوظيف المحاربين كحراس بتطوير قوة شرطة محترفة مع التركيز بشكل خاص على إنفاذ القانون؛ تولى الجيش الجديد معظم مسؤوليات الحرس القديم.
شهدت هذه الفترة أيضًا إنشاء نظام قضائي كان أعلى بكثير من نظام الماضي. في السابق، كان يتم الاستماع إلى قضايا المحكمة من قبل لجنة من الكتبة والكهنة الذين كانوا يزنون الأدلة ويتشاورون مع بعضهم البعض ومع إلههم. إذا كان المرء ثريًا بدرجة كافية، فيمكن بسهولة رشوة هذه اللوحة والسير مجانًا. في المملكة الوسطى، تم إنشاء منصب القاضي المحترف. كان القضاة رجالًا على دراية بالقانون وتدفع لهم الدولة رواتبهم وتعويضهم بشكل كبير والاهتمام بهم لدرجة أنهم اعتبروا غير قابلين للفساد. أدى إنشاء القضاة إلى تطوير المحاكم التي تطلبت المحضرين وكتبة المحاكم وشرطة المحكمة والمحققين.
كانت الفترة الانتقالية الثانية لمصر (حوالي 1650 - 1550 قبل الميلاد) حقبة أخرى من ضعف الحكومة المركزية وعدم المساواة في حفظ السجلات. الهكسوس، وهم شعب أجنبي، سيطروا على منطقة الدلتا ومعظم مناطق مصر السفلى، وكان النوبيون قد زحفوا من الجنوب إلى مصر العليا. لكن بعض النوبيين باعوا خدماتهم لأمراء طيبة كمرتزقة في جيشهم وكأوصياء على الحملات التجارية. هؤلاء كانوا محاربي المدجاي، الأسطوريين في زمنهم لمهاراتهم وشجاعتهم في المعركة. عندما طرد أحمس الأول (1550-1525 قبل الميلاد) الهكسوس من مصر، استخدم هؤلاء المرتزقة في جيشه وبعد ذلك، بمجرد استعادة النظام، شكلوا جوهر قوة الشرطة المهنية في مصر.
بدأ أحمس الأول العصر المعروف باسم المملكة المصرية الحديثة (حوالي 1550 - 1077 قبل الميلاد) حيث أصبحت قوة الشرطة هذه أكثر تنظيماً وتم إصلاح وتطوير النظام القضائي ككل. لم يكن هناك أي مهنة تتوافق مع المحامي في مصر القديمة، لكن ممارسة السماح للشهود بالإدلاء بشهاداتهم نيابة عن المتهم - أثناء محاكمة ضابط المحكمة - أصبحت شائعة.
خدم ضباط الشرطة كمدعين عامين، ومحققين، ومحضرين، كما قاموا بإدارة العقوبات. كانت الشرطة، بشكل عام، مسؤولة عن تطبيق كل من قوانين الولاية والقوانين المحلية، ولكن كانت هناك وحدات خاصة، مدربة ككهنة، كانت وظيفتها تطبيق قانون المعبد والبروتوكول. غالبًا ما تتعلق هذه القوانين ليس فقط بحماية المعابد والمقابر ولكن أيضًا بمنع التجديف في شكل سلوك غير لائق في المهرجانات أو المراقبة غير الصحيحة للطقوس الدينية أثناء الخدمات.

## التنظيم والواجبات
كرئيس للدولة، كان ملك مصر القائد العام للجيش وكذلك قوة الشرطة، ولكن في الممارسة العملية، كان وزيره هو المسؤول الأول في النظام القضائي. اختار الوزير القضاة وعين رئيس الشرطة الذي كان لقبه، رئيس المدجاي، مستحقًا من الوقت الذي كانت فيه قوة الشرطة تتكون أساسًا من المحاربين النوبيين.
كان رئيس المدجاي دائمًا مصريًا وظف مصريين آخرين كنواب له بينما استمر النوبيون في تشكيل الوحدات التي كانت بمثابة حراس الملك الشخصيين، ومراقبة الأسواق والأماكن العامة الأخرى، وحماية القوافل التجارية الملكية. كما قام الرئيس بتعيين ما يمكن أن يكون بمثابة رؤساء فرعيين للبلديات المختلفة الذين اختاروا نوابهم وعينوا شرطيًا لدوائر مختلفة.
في النهاية، كانت مخفر الشرطة مسؤولة أمام الوزير، لكنهم عمليا استجابوا لرؤساءهم الأفراد الذين استجابوا بعد ذلك لرئيس المدجاي. الاستثناء من هذه القاعدة كان شرطة المعبد الذين كانوا تحت إشراف رئيس كهنة معبد معين. حتى هؤلاء الرجال كانوا مسؤولين في النهاية أمام الوزير. لم يكن هناك قسم عندما أصبح ضابط شرطة؛ كان من المتوقع أن يتعرف المرء على مكانته في المجتمع، كما تمليه الأمر الذي وضعه ماعت، وأن يؤدي واجباته وفقًا لذلك.
كانت هناك أنواع مختلفة من وحدات الشرطة التي تم تكليفها بمسؤوليات وواجبات محددة. كهنة المعبد، على سبيل المثال، لم يقوموا بحراسة المعبد فحسب، بل قاموا بمراقبة - وتعديل - سلوك المشاركين في المهرجانات والخدمات الدينية.
تم تكليف وحدات الشرطة الأخرى بواجب حراسة القوافل، وحماية المعابر الحدودية، ومراقبة المقابر الملكية، والإشراف على النقل والعمل اليومي للعبيد (خاصة في المناجم)، وحماية المباني الإدارية الهامة في المراكز الحضرية. أصبح مولوسيان كلب الشرطة المفضل في هذا الوقت وكان يستخدم بشكل خاص لحراسة المقابر والأماكن العامة. عادة ما تهتم المجتمعات الريفية بمشاكلها القضائية من خلال الاستئناف أمام شيخ القرية، ولكن حتى العديد من هؤلاء كان لديهم نوع من الشرطي الذين يطبقون قوانين الدولة.
من بين الجرائم الأكثر شيوعًا، خاصة تجاه الجزء الأخير من الدولة الحديثة، سرقة المقابر ووثائق المحكمة من هذا الزمن (حوالي 1100 - حوالي 1077 قبل الميلاد) توضح أن هذه المشكلة كانت ذات أبعاد وبائية تقريبًا. عندما كانت المملكة الجديدة تنهار ببطء، انهارت معها البيروقراطية التي مكنت الدولة من دفع أجور العمال والقضاة والشرطة وكل شخص آخر.
وأشهر مثال على ذلك هو الصعوبات التي واجهتها الحكومة في دفع رواتب عمال مقابر قرية دير المدينة في حوالي عام 1157 قبل الميلاد مما أدى إلى أول إضراب عمالي معروف في التاريخ. بينما قرر بعض هؤلاء العمال ببساطة إلقاء أدواتهم والاحتجاج على سوء معاملتهم، أخذ آخرون الأمور بأيديهم وطوروا عادة نهب القبور.

## الشرطة وسرقة القبور
كان من الصعب القبض على سارق قبر متلبسًا، وإذا تم القبض عليه، كان من الصعب مقاضاته بنجاح لنفس السبب الذي جعل الناس يسرقون المقابر: فقد أدى تراجع سلطة الحكومة المركزية إلى أن كل شخص كان عليه أن يفعل ما في وسعه البقاء على قيد الحياة قدر الإمكان - وشمل ذلك رجال الشرطة والكتبة القانونيين والقضاة. هناك العديد من الوثائق التي تثبت أن الأشخاص الذين تم القبض عليهم يسرقون المقابر قد تم استجوابهم ومحاكمتهم ومعاقبتهم، لكن هناك وثائق أخرى توضح أنه يمكن للمرء أن يشتري حريته بنفس النهب الذي سرقه المرء بدفع شخصية سلطة.
أثر مستوى الفساد في نهاية المملكة الحديثة على كل طبقة اجتماعية ومهنة في الأرض. في إحدى الحالات، تم اتهام عامل قبر وكاهن وحارس مسؤول عن حماية المقبرة جميعًا في جريمة سطو واستُدعى ابن الكاهن كشاهد على الجريمة وأيضًا كمشتبه به.
في محاكم الدولة المصرية، تم افتراض الذنب وتعين إثبات البراءة بما لا يدع مجالاً للشك. وهناك عدد من الحالات التي يُضرب فيها المتهم بالعصا ويحافظ على براءته، ويرفض الإدلاء بالاعتراف؛ في مثل هذه الحالات، يتم إطلاق سراح الشخص. ومع ذلك، فإن وصمة الاعتقال تبعت الشخص بعد ذلك، وتظهر بعض السجلات أن الأشخاص الذين تم تبرئتهم لا يزالون يُشار إليهم بعد سنوات على أنهم «مجرمون عظيمون» مما يعني ببساطة أنهم اتُهموا ذات مرة بجريمة.

## انخفاض قوة الشرطة
في الفترة الانتقالية الثالثة لمصر (حوالي 1077-664 قبل الميلاد) كانت قوة الشرطة لا تزال تعمل ولكن مع القليل من كفاءة الدولة الحديثة في أوجها. تعتبر سجلات الفترة الانتقالية الثالثة متناثرة عند مقارنتها بالعهود السابقة من تاريخ مصر لأنه مع تقسيم الحكومة بين تانيس وطيبة في السنوات الأولى - والعديد من الحروب الأهلية في وقت لاحق - لم يكن هناك نوع من الاستقرار والبيروقراطية في الفترات المعروفة باسم «ممالك».
كانت قوة الشرطة والنظام القضائي لا يزالان يعملان ولكن مدى قربهما من التوافق مع الفهم السابق لماعت أمر مشكوك فيه. هناك أدلة كثيرة على أنه يمكن شراء كتبة المحكمة والقضاة والشرطة. خلال الأسرة الحادية والعشرين، التي أسسها الأمير سمندس (حوالي 1077-1051 قبل الميلاد)، يبدو أن فساد الشرطة عن طريق أخذ الرشاوى للتخلي عن الاتجاه الآخر، وحتى ابتزاز المواطنين من قبل ضباط الشرطة، ممارسة شائعة. تقدم بردية أي الشهيرة (المعروفة اليوم ببردية بولاق الرابع)، التي يرجع تاريخها إلى هذا العصر، النصائح التالية:
 كن صديقًا للشرطي من منطقتك،
لا تغضب منك.
أعطه طعامًا من منزلك،
لا تستهين بطلباته؛
قل له: أهلا وسهلا بك هنا.
لا لوم على من يفعل ذلك. 
على الرغم من أن المقطع قد تم تفسيره على أنه يعني ببساطة أنه يجب على المرء أن يكون ودودًا مع الشرطي المحلي، إلا أن السطر الأخير - «لا لوم لمن يفعل ذلك» - اقترح لبعض العلماء أن النصيحة السابقة بعدم إثارة الشرطي غاضبة، وإعطاء إن طعامه، والموافقة على طلباته، والسماح له بالدخول إلى منزله يشير إلى احتمال أن المواطنين في هذا الوقت كانوا يدفعون أموال حماية للضباط المحليين. كما لوحظ، يُفترض أن الشخص المتهم بارتكاب جريمة مذنب حتى تثبت براءته، وتؤخذ شهادة ضابط الشرطة بجدية أكبر بكثير من شهادة المواطن. لذلك كان من مصلحة المرء أن يكون على علاقة جيدة بالشرطة المحلية.
ربما يكون تفسير أي فقرة على أنها تشير إلى انتشار الفساد سليمًا من حيث أن مستوى مساءلة ضباط الشرطة خلال المملكة الحديثة لم يكن موجودًا في الغالب في الفترة الانتقالية الثالثة. إن فساد النظام القضائي - من القضاة إلى الكتبة إلى الشرطة - راسخ جيدًا خلال انهيار الدولة الحديثة واستمر في العصور التالية.
في ظل حكم المملكة البطلمية (323-30 قبل الميلاد)، تم إصلاح قوة الشرطة وتشغيلها بمستوى أعلى بكثير من النزاهة، ولكن، مرة أخرى، لم تصل أبدًا إلى المستويات التي عرفتها في السنوات الأولى للمملكة الحديثة. لقد تم تقويض الفهم التقليدي لمفهوم ماعت بسبب ما اعترف به كثير من الناس على أنه خيانة لأقدس قيمة للثقافة من قبل أولئك الذين كان من المتوقع أن يحميها ويدعموها. كان الإضراب العمالي لـ عام 1157 قبل الميلاد من قبل عمال مقابر دير المدينة حدثًا غير مسبوق تمامًا في التاريخ المصري وأشار إلى فشل الحكومة، وخاصة الملك، في الحفاظ على ماعت في رعاية الناس. مهما كان مفهوم ماعت بعد عصر الدولة الحديثة، لا يبدو أنه كان يحمل نفس الوزن الثقافي الذي كان عليه في السابق.
من المؤكد أن الملوك البطالمة الأوائل بذلوا قصارى جهدهم لإحياء ماعت واستعادة عظمة ماضي مصر، لكن هذه المبادرة لم تكن أولوية بالنسبة للملوك المتعاقبين. لا تزال قوة الشرطة موجودة في عهد البطالمة، لكن هذه المملكة كانت تمتلك جيوشًا لحماية القوافل، وحاميات حرس الحدود، وتعمل كحراس شخصيين، ولم تعد قوة الشرطة تعتبر مهمة كما كانت من قبل. عندما تم ضم مصر من قبل الإمبراطورية الرومانية واحتلالها، تمركز الجنود الرومان في جميع أنحاء البلاد وأصبحت قوة الشرطة المصرية غير ذات صلة وتختفي من السجل التاريخي.

## أقسام الشرطة
أ – الشرطة المحلية:
كانت تقوم بحفظ الأمن والنظام في المدن الكبرى مثل: منف وطيبة وقفط وتل العمارنة وبر رمسيس، وفي المناطق الصحراوية، إلى جانب القيام بدوريات منظمة للمرور على الطرق وتفتيشها وتعقب المجرمين.
ب – شرطة الحرس الملكي:
وقع على عاتق الوزير تكوين حرس الملك حفاظاً على سلامته وضماناً لولاء الشعب له، وكان الحرس الملكي يضم فرقاً تقوم بالحراسة الخاصة للملك، وكانت هذه الفرق مجهزة للتأهب في أي وقت، ولم يكن يدخل في تعدادها فرق الجند المرتزقة الذين كان يؤتى بهم من الخارج.
ج – شرطة المعابد:
تألفت وحدات شرطة المعابد من أعضاء من مختلف الطوائف الذين كلفوا بالحفاظ على حرمة المعابد، حيث شارك رجال الشرطة الكهنة، ويتبع هؤلاء رئيس الكهنة.
د – الشرطة النهرية:
لعب النيل دورٌ كبيرٌ في حياة قدماء المصريين، وعرفوا قدره ومكانته لذا قدسوه وعبدوه وأطلقوا عليه حابي ور بمعنى “النيل العظيم”، خاصة أنه سبب وجودهم حيث قوام الحياة سواء للشرب أم الزراعة أم النقل، لذا تطلب الأمر عناية الحكومة بتكليف أفراد لحماية هذا الشريان.
هـ – شرطة حراسة الصحراء والمقابر:
كانت لوحدات الشرطة أهمية خاصة لحفظ السلام والأمن الداخلي لحكام مصرد وكانت أقدم وحدات الشرطة الوحدات المتمركزة في الحصون المختلفة أو الحاميات على الحدود الشمالية الشرقية والغربية والجنوبية لمصر، كما شكل بعض أفراد القبائل البدوية في سيناء جزءً من حرس الحدود في بعض الفترات التاريخية، وقد نالت الصحراء اهتماماً بحراستها لكبح جماح البدو وتأديبهم ومنعهم من التسلل إلى الوادي وإلزامهم الطاعة والنظام وتعقب الفارين إلى الواحات وحماية عمال المناجم والمحاجر من غارات البدو، وتأمين الطرق المؤدية إلى مناجم الذهب، والقوافل والبعثات التجارية الواردة مع التجار الأجانب لمزاولة تجارتهم في الأسواق المصرية، وكان رئيس شرطة الصحراء تحت إشراف الوزير، وكان لرئيس شرطة قفط مكانة مهمة، لوقوعها في طريق جلب الذهب من وادى الحمامات، وكان يعمل باتصال وثيق مع مدير مناجم الذهب هناك.
ارتبطت قوات المدجاي بقوات الشرطة المنوط بهم حفظ الأمن والنظام على الحدود وفي الصحراء، وهذا الاسم مشتق من اسم النوبة مدا وكان للجند المرتزقة دورٌ هامٌ منذ بداية الأسرة المصرية الثامنة عشر بعد انخراطهم في صفوف الجيش المصري ومشاركتهم في طرد الهكسوس، وأصبحت كلمة مدا تطلق على نوع معين من القبائل النوبية الصحراوية غالباً قبيلة البجا الذين عملوا ككشافة تجوب الصحراء، كما قاموا ببعض العمليات الخفيفة في الجيش المصري، وبمرور الوقت أصبحت تطلق على رجال الشرطة وإن لم يكونوا نوبيين أو من هذه القبيلة، بل أصبح معظم أسماء رؤساء شرطة المدجاي في عصر الرعامسة أسماء مصرية مثل سر- منتو، ومنتو- مس، واتخذوا مقرهم على البر الغربي للنيل، حيث كانت مهمتهم حفظ الأمن ومنع أي اعتداء على المقابر الملكية، ويخضعون مباشرة لسلطة عمدة غرب طيبة، ويحتمل وجود رئيسين لفرقة شرطة دير المدينة، وكان مكتب رئيسهم في معابد طيبة الرئيسية على غرب طيبة، لا سيما الرامسيوم، وقد سُجل عدد مدجاي غرب طيبة في قائمة العمل المؤرخة بالعام الأول من عهد رمسيس الرابع عندما كانت تقوم جماعة العمال بتعبئة كاملة لأفراد طاقمها الذي وصل إلى مائة وعشرين عاملاً، وبجانبهم عدد من المدجاي وصل إلى ستين رجلاً، وتزايد عددهم في عهد رمسيس التاسع بحيث أصبح لكل ثمانية أفراد ثلاثة رؤساء، وهذا الوضع يفسر تزايد سرقة المقابر، لا سيما تزايد تسلل الليبيين الذي أقلق العمال وشكل خطراً على تأمين المقابر الملكية، مما استلزم تشديد الحراسة وتكثيف جهود الشرطة.
وكان لرئيس شرطة غرب طيبة مكانة خاصة لما تشتمل عليه من مقابر، ولوجود العمال الذين يقومون بتشييد المقابر، وامتد دور أفراد الشرطة إلى تأمين طريق البعثات من البدو، أما عن أشهر هذه البعثات تلك التي خرجت إلى وادى الحمامات في عهد رمسيس الرابع لقطع حجر البازلت، وبعثة رمسيس نخت الذي رافقه فيها رجال الشرطة، وكانت كل فصيلة تتألف من خمسين رجلاً، والكتيبة تتألف من مائتين وخمسين رجلاً.
وقد كان لشرطة المدجاي دوران: الأول عسكري بالمشاركة في الحروب، والثاني سلمى بتأمين أفراد البعثات، ٠د واتخاذ نقطة حراسة عند مدخل قرية دير المدينة لتأمين موقع المقابر، وتعقب المجرمين واللصوص وتقديمهم للمحاكم، ومراقبة عمال المقابر وفض أي شجار ونزاع يقع بينهم، وحراسة مخازن الأثاث والأدوات بالمقابر، والقيام بنقل الأثاث الجنائزي الملكي.
أما رئيس شرطة المدجاي فكان له دورٌ هامٌ في الحفاظ على الأمن والدليل على ذلك عندما قام العمال بالإضراب في أواخر عهد رمسيس الثالث لتأخر صرف مستحقاتهم الشهرية من الحصص الغذائية تجمعوا عند مركز الشرطة، فلم يجد رئيس الشرطة نب- سمن- بن- يناحس سوى التسليم بمطالبهم وطلب منهم عدم الإخلال بالنظام ووعدهم بأن يعمل جاهداً على تنفيذ مطالبهم، وقام بدور الوسيط بين الوزير تا وبين العمال وأرسل إلى ثلاثة من رؤساء العمال كانوا واقفين أمام حصن غرب طيبة ليخبرهم بما قاله الوزير، فقال: “إن كان ينقصكم شيء فلن أتوانى في المجيء إليكم وإحضاره لكم، أما عن قولكم لا تأخذ منا مخصصاتنا، فهل أنا الوزير عُينت لأسرق ألم أعطكم أكثر مما كان يعطيه الوزراء الذين كانوا قبلي فإنني الوزير الذي عينت لأعطى ولا أنهب فإذا كانت شونة الغلال ذاتها فارغة فإنني سأُرسل إليكم ما استطيع أن أدبره”.
وتدل تقارير سرقات المقابر في الأسرة العشرين على وجود سجلات للجرائم والمجرمين، وتنقسم طبقاً لأنواع الجرائم، من إعدام وجدع الأنف والجلد والحبس وكان رجال الشرطة يستعينون بها لمعرفة الجناة في الجرائم المجهولة، مما يشير إلى أنهم عرفوا الأسس الرئيسية للبحث الجنائي.
ونتيجة لفترات الضعف والانحلال منذ عهد رمسيس التاسع وانتشار سرقات المقابر للحصول على الذهب، الأمر الذي أصبح الشغل الشاغل لكهنة طيبة في الأسرة الحادية والعشرين في الحفاظ على الأمن الداخلي من خلال إعادة دفن الملوك، ونقل المومياوات إلى مقبرة الملك سيتي الأول وأمنحتب الثاني، إلى أن تم اكتشافه عام 1871م.
يتضح مما سبق أن من مهام قادة شرطة المقبرة الملكية إحضار الرسائل المكتوبة والشفهية من المسئولين إلى العمال والقيام بقراءتها وتبليغ العمال بالأخبار المهمة مثل قدوم عدو، أو وفاة ملك، ومن ثم كانوا حلقة اتصال بين العمال وبين أفراد السلطة العليا.